# سینیا سانتوس
سینیا سانتوس (انگلیسی: Cíntia Santos؛ زادهٔ ۳۱ january ۱۹۷۵ (۵۰ سال)) ورزشکار بسکتبال اهل برزیل است.
وی در مسابقات کشوری و بین‌المللی در مجموع برندهٔ ۱ مدال طلا، ۱ مدال نقره، ۱ مدال برنز شده‌است.